# 650 هـ
650 هـ هِي سنة في التقويم الهجري امتدت مقابلةً في التقويم الميلادي بَين سنتي 1252 و1253.

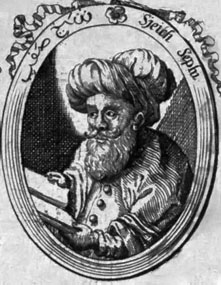
صفي الدين الأردبيلي

## مواليد
- صفي الدين الأردبيلي

## وفيات
- الحسن بن محمد الصغاني
- ابن فلوس